# Małoarchangielsk
Małoarchangielsk (ros. Малоархангельск) – miasto w Rosji, w obwodzie orłowskim, 82 km na południe od Orła. W 2009 liczyło 3 862 mieszkańców.